# Alexander Steinmann
Alexander Steinmann ist deutscher Maschinenbauingenieur, Hochschulprofessor und Fachrichtungsleiter an der Hochschule für Wirtschaft und Recht Berlin. Außerdem ist er freier CAE-Consultant.

## Akademische Laufbahn
Alexander Steinmann studierte Maschinenbau an der Technischen Universität Berlin und der Technischen Universität Darmstadt mit der Spezialisierung Strömungsmechanik und Strömungsmaschinen. Anschließend war er wissenschaftlicher Mitarbeiter und Oberassistent an der TU Berlin. Promoviert hat er über numerische und experimentelle Untersuchungen der ein- und zweiphasigen Strömung in einem technisch belüfteten Abwasserteich bei Helmut Siekmann.
2011 kehrte er auf einen akademischen Arbeitsplatz zurück, als er Professor und Fachleiter der Fachrichtung Maschinenbau an der HWR Berlin wurde. Der durch ihn organisierte Studiengang „Konstruktion und Fertigung“ wurde 2019 und 2022 zum deutschlandweit besten Dualen Studienprogramm gewählt. Zuvor war er Abteilungsleiter der Forschungs- und Entwicklungsabteilung zu Strömungstechnik, Thermodynamik und Akustik in einem weltweit tätigen Strömungsmaschinen-Konzern mit Hauptsitz in Nordrhein-Westfalen. In diesem Rahmen verantwortete er Forschungs- und Entwicklungsprojekte von unterschiedlichen europäischen und asiatischen Unternehmensstandorten mit entsprechenden Personalverantwortungen. Außerdem wurde er 2015 Gastprofessor an der University of Shanghai for Science and Technology. Dort wurde er zum „Besten Professor des Jahres 2016“ gewählt.

## Veröffentlichungen
- A. Steinmann, H. Graue, I. Hobus, T. Sadowski: Mit Wind- und Solarenergie belüftete Klärteiche. Abschlussbericht. Interdisziplinäres Forschungsprojekt IFP 6/21 der TU Berlin, Juni 2001.
- H. Siekmann, A. Schimpf, A. Steinmann: Stereo-PIV in aerated wastewater pond and Side Channel Blower. Proceedings of the 9th International Symposium on Transport Phenomena and Dynamics of Rotating Machinery (ISROMAC-9), Honolulu, Hawaii, Februar 2002.
- A. Steinmann: Numerische und experimentelle Untersuchung der ein- und zweiphasigen Strömung in einem technisch belüfteten Abwasserteich. Dissertation. TU Berlin, August 2002.
- H. Siekmann, A. Steinmann: Numerical and Experimental Investigations on Profile Sails. Proceedings of the 10th International Symposium on Transport Phenomena and Dynamics of Rotating Machinery (ISROMAC-10), Honolulu, Hawaii, März 2004.
- A. Steinmann: CFX-5-Berechnung einer kavitierenden Strömung in bewegten Gittern am Beispiel einer Zahnradpumpe. 22nd CADFEM Users’ Meeting 2004, Dresden, November 2004.
- A. Steinmann: Optimierte Wärmetauscher durch numerische Strömungsberechnung. CITPlus, GIT Verlag, Juni 2004.
- A. Steinmann: Deforming Mesh Simulation of the Transient Flow Field in a Vane Pump. 23rd CADFEM Users’ Meeting 2005, Bonn, November 2005.
- A. Steinmann: Numerische Untersuchung von kavitierenden Strömungen mit CFX-Software. Abschlussbericht, BMWi-ProINNO-Forschungsprojekt, Berlin, Februar 2003.
- S. Zachow, A. Steinmann, T. Hildebrandt, R. Weber, W. Heppt: CFD simulation of nasal airflow: Towards treatment planning for functional rhinosurgery. In: Int. J. of Computer Assisted Radiology and Surgery. Springer, Juni 2006.
- A. Spille-Kohoff, A. Steinmann: Entwicklung eines CFD-basierten Akustik-Berechnungsprogramms. Bericht, ProFIT-Forschungs-Förderprogramm, Berlin, August 2006.
- A. Steinmann: Numerische Strömungsberechnungen für Schraubenmaschinen mit Hilfe bewegter Berechnungsgitter mit ANSYS CFX. 7. VDI-Tagung Schraubenmaschinen, Dortmund, September 2006.
- A. Steinmann, P. Bartsch, S. Zachow, T. Hildebrandt: ANSYS CFX Simulation of Nasal Airflow - Flow Investigation and Evaluation of Nasal Anatomy to Support Treatment Planning for Functional Rhinosurgery. 24th CADFEM Users’ Meeting 2006, Stuttgart, Oktober 2006.
- T. Hildebrandt, S. Zachow, A. Steinmann, W. Heppt: Innovation in der Funktionell-Ästhetischen Nasenchirurgie: Rhino-CFD. Face, International Magazine of Orofacial Esthetics, Oemus Journale Leipzig, Juni 2007.
- A. Steinmann: Numerical Simulation of Positive-Displacement Machines with ANSYS CFX using Moving Mesh Technologies. ANSYS Conference & 25th CADFEM Users´ Meeting 2007, Dresden, November 2007.
- A. Steinmann: Automated Optimization of an Axial Ventilator with ANSYS CFX. ANSYS Conference & 25th CADFEM Users´ Meeting 2007, Dresden, November 2007.
- A. Steinmann, P. Bartsch, S. Zachow, T. Hildebrandt: Breathing Easily – Simulation of airflow in human noses can become a useful rhinosurgery planning tool. ANSYS Advantage, Vol. II, Nr. 1, April 2008.
- A. Steinmann: Optimised Flow in the Jewish Museum Berlin. ANSYS Conference & 26. CADFEM Users´ Meeting 2008, Darmstadt, Oktober 2008.
- U. Salecker, A. Steinmann: Numerical Calculation of Erosion in Ring Mills. ANSYS Conference & 26. CADFEM Users´ Meeting 2008, Darmstadt, Oktober 2008.
- J. Hesse, J. Smedseng, A. Spille-Kohoff, A. Steinmann: Flow Conditions in a Packed Bed. ANSYS Conference & 26. CADFEM Users´ Meeting 2008, Darmstadt, Oktober 2008.
- M. Lohász, L. Nagy, A. Steinmann, H. Wurm: LES of the Transitional Flow in a Miniature Centrifugal Pump. ANSYS Conference Hungary 2010, Budapest, Juni 2010.
- A. Steinmann, H. Wurm, A. Otto: Numerical and Experimental Investigations of the Unsteady Cavitating Flow in a Vortex Pump. 9th International Conference on Hydrodynamics 2010, Shanghai, Oktober 2010.